# Asterio (Tessaglia)
Asterio (in greco antico: Αστέριο?) era una polis dell'antica Grecia ubicata in Tessaglia, menzionata da Omero nel catalogo delle navi dell'Iliade, nel quale veniva indicata come facente parte dei territori governati da Euripilo.

## Storia
Nella mitologia greca, c'era un eroe chiamato Asterio che visse nella città di Piresia, che si trovava alla confluenza dei fiumi Apidano e Enipeo. È stato suggerito che Piresia possa essere identificata con la città di Asterio, posta su una collina oggi chiamata Vloko.